# Pirna
Pirna là một thành phố thuộc bang tự do Sachsen, Đức, là huyện lỵ của huyện hành chính Sächsische Schweiz-Osterzgebirge. Dân số thành phố này cuối năm 2006 là 39.751 người. Pirna nằm gần Dresden. Đây là nơi đã có khoảng 15.000 người tàn tật bị giết bằng hơi ngạt tại Schloss Sonnenstein giữa giai đoạn 1940 và tháng 8 năm 1941.
Pirna nằm gần Elbsandsteingebirge trong thung lũng Elbe, nơi các con sông Wesenitz về phía bắc và Gottleuba về phía nam chảy vào Elbe.
Pirna nằm về phía đông nam của Dresden. Các đô thị giáp ranh gồm: Bad Gottleuba-Berggießhübel, Bahretal, Dohma, Dohna, 
Dürrröhrsdorf-Dittersbach, Heidenau, Königstein, Lohmen,
Stadt Wehlen và Struppen.

## Kết nghĩa
- - Varkaus, Phần Lan - từ năm 1961
- - Děčín, Cộng hòa Séc - từ năm 1975
- - Longuyon, Pháp - từ năm 1980
- - Bolesławiec, Ba Lan - từ năm 1980
- - Remscheid (North Rhine-Westphalia) - từ năm 1990.

## Dân địa phương nổi bật
- Johann Tetzel (1465 - 1519)
- Ioannes Sommerus (1542 - 1574)
- Theophilus Jacobäer (1591 - 1659)
- Johann Siegmund von Liebenau (1607 - 1671)
- William Adolph Haußner (1819 - 1849)
- Anna Marie Geibelt (1838 - 1923)
- Friedrich August Greif
- Dr. Ernst Gottlob Pienitz (1777 - 1853)
- Carl William Häcker
- Oskar Speck
- Hugo Küttner (1880 - 1945)
- Siegfried Rädel (1893 - 1943)
- Eva Schulze-Knabe (1907 - 1976)
- Gertrud Eysoldt (1870 - 1955)